# Чертиж (Закарпатская область)
Чертиж (укр. Чертіж) — село, входит в Хустскую городскую общину Хустского района Закарпатской области Украины.
Население по переписи 2001 года составляло 1517 человек. Почтовый индекс — 90401. Телефонный код — 3142. Код КОАТУУ — 2110890003.